# Gare de Lessoc
La gare de Lessoc est une gare ferroviaire situé sur le territoire de la commune suisse de Haut-Intyamon, dans le canton de Fribourg.

## Situation ferroviaire
Établie à 778,4 mètres d'altitude, la gare de Lessoc est située au point kilométrique 33,91 de la ligne Palézieux-Bulle-Montbovon.
Elle est dotée d'une voie bordée par un quai.

## Histoire
La gare a été mise en service en même temps que l'ouverture par les chemins de fer électriques de la Gruyère du tronçon de la Tour-de-Trême à Montbovon de la ligne Palézieux-Bulle-Montbovon le 23 juillet 1903.
Depuis le changement d'horaire de décembre 2022, la S50 circule également en soirée. Dès lors, la ligne de bus de nuit 266 reliant Bulle à Montbovon est supprimée.

## Service des voyageurs

### Accueil
La gare de Lessoc est dotée d'un petit bâtiment voyageurs dans lequel se situe distributeurs automatiques de titres de transport. La gare n'est pas accessible aux personnes à mobilité réduite.

### Desserte
La gare de Lessoc est desservie par la ligne S50 reliant Palézieux à Montbovon au rythme d'un train par heure. L'arrêt s'effectue sur demande.

### Intermodalité
La gare de Lessoc n'est en correspondance avec aucune autre ligne de transports publics.